# Caputxí castany
El caputxí castany (Cebus castaneus) és una espècie de primat de la família dels cèbids. Viu al nord-est de la selva amazònica, repartit pel Brasil, la Guaiana Francesa, Guyana i Surinam. Els seus hàbitats naturals són diversos tipus de boscos, des dels boscos de lianes fins als boscos de sabana de muntanya. És una espècie en risc mínim, és a dir, no sembla que hi hagi cap amenaça significativa per a la seva supervivència. El seu nom específic, castaneus, significa ‘castany’ en llatí. Fins al 2012 fou considerat una subespècie del caputxí olivaci (C. olivaceus).